# Marion County, Mississippi
Marion County är ett administrativt område i delstaten Mississippi, USA, med 27 088 invånare. Den administrativa huvudorten (county seat) är Columbia.

## Geografi
Enligt United States Census Bureau har countyt en total area på 1 421 km². 1 405 km² av den arean är land och 16 km² är vatten.

### Angränsande countyn
- Jefferson Davis County - nord
- Lamar County - öst
- Pearl River County - sydost
- Washington Parish, Louisiana - syd
- Walthall County - väst
- Lawrence County - nordväst